# Kurkumina

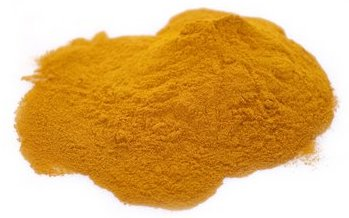
Próbka kurkuminy

Kurkumina (E100) – organiczny związek chemiczny zbudowany z dwóch reszt feruloilowych połączonych atomem węgla. Jest przeciwutleniaczem polifenolowym. Stosowany jako żółtopomarańczowy barwnik spożywczy; składnik m.in. przyprawy curry.
Strukturę związku zbadali w 1910 Stanisław Kostanecki, Janina Miłobędzka i Wiktor Lampe.
Dopuszczalne dzienne spożycie w świetle zaleceń Europejskiego Urzędu ds. Bezpieczeństwa Żywności (EFSA) wynosi 3 mg/kg masy ciała. Rozporządzenie polskiego ministra zdrowia z 2008 w wielu przypadkach nie nakładało ograniczeń ilościowych na stosowanie kurkuminy jako dodatku do żywności.

## Otrzymywanie
Kurkuminę otrzymuje się poprzez ekstrakcję kłączy ostryżu długiego (Curcuma longa), zwanego także kurkumą, rozpuszczalnikami.

## Zastosowanie
W przemyśle spożywczym kurkumina jest używana do barwienia takich produktów, jak: curry, wyroby cukiernicze (np. ciasta), paluszki rybne (nadaje kolor panierce), margaryny, sery topione, pikantny ryż. Ponadto jest składnikiem niektórych kosmetyków, barwnikiem do bawełny oraz wskaźnikiem chemicznym.

## Właściwości medyczne
Wyniki badań dotyczące właściwości leczniczych kurkuminy są niejednoznaczne.
Według szeregu badań spowalnia ona rozwój nowotworów, choć są też badania wskazujące na działanie odwrotne. Umiarkowanie toksyczna przy wstrzyknięciu; niekiedy powoduje podrażnienia skóry. Kurkumina badana jest także jako potencjalny środek zapobiegający demencji i chorobie Alzheimera.
Zauważono, że w modelach in vitro, w których testowano działanie kurkuminy, powoduje ona zaburzenia normalnego funkcjonowania komórek, co może prowadzić do błędnej interpretacji wyników. Chociaż kurkumina miała pozytywne efekty w licznych eksperymentach laboratoryjnych i klinicznych, nie potwierdzono jednak jej działania w żadnym z oficjalnych, rzetelnych i ustrukturyzowanych badaniach klinicznych. Według przeglądu systematycznego z 2017 roku, który uwzględniał ponad 120 badań, wykorzystanie kurkuminy jako leku nie zakończyło się sukcesem.
Badania in vitro i in vivo wykazały, że kurkumina jest aktywna wobec różnych wirusów, bakterii i grzybów, w tym nawet wysoce patogennych, powstających i wielolekoopornych szczepów. Mechanizm leżący u podstaw wydaje się być jednak złożony i różni się w zależności od organizmu. Kurkumina nie jest toksyczna nawet w dużych dawkach doustnych, a jej szerokie spektrum działania przeciwinfekcyjnego czyni ją w przyszłości obiecującym składnikiem leku. Słaba rozpuszczalność cząsteczki, niska biodostępność i szybki metabolizm utrudniają jednak jej zastosowanie w warunkach klinicznych i nie dały widocznych efektów terapeutycznych w wielu badaniach klinicznych. Większość badań klinicznych analizowała ogólnoustrojowe zastosowania kurkuminy i skupiała się na ogólnych aspektach bezpieczeństwa lub leczeniu raka; w dużej mierze brakuje badań nad ogólnoustrojowym działaniem kurkuminy przeciwko chorobom zakaźnym u ludzi. Niemniej jednak ocena kliniczna wykazała, że miejscowe, doustne lub szyjne stosowanie kurkuminy nie miało toksycznego wpływu i doprowadziło do dezagregacji płytki nazębnej w jamie ustnej oraz do zwiększonego usuwania HPV. Sugeruje to, że przynajmniej miejscowe leczenie kurkuminą jest skuteczne przeciwko bakteriom i wirusom u ludzi. Opracowanie preparatów kurkuminy w różnych systemach nanonośników może pomóc w pokonaniu przeszkód napotykanych podczas ogólnoustrojowego stosowania kurkuminy, torując drogę do nowych (choroby zakaźne) badań klinicznych z produktem naturalnym. Do pełnego zrozumienia sposobu działania kurkuminy i ulepszenia formuły, aby można ją było stosować jako lek, konieczne są dalsze badania. Działanie prawdziwe u pacjentów wymagać będzie przeprowadzenia badań klinicznych. 
Metaanaliza z 2020 roku wykazała, że czysta kurkumina ma właściwości przeciwutleniające. Zmniejsza stężenie dialdehydu malonowego (MDA) w surowicy i może zwiększać całkowity potencjał antyoksydacyjny (TAC). Działanie kurkuminy na markery stresu oksydacyjnego związane jest z jej właściwościami ukierunkowanymi na usuwanie reaktywnego tlenu i azotu, chelatację metali oraz regulację wielu enzymów. Udowodniono zatem, że kurkumina jest przeciwutleniaczem. Dalsze badania są jednak konieczne ze względu na wciąż zbyt mało badań oceniających czystą kurkuminę (nie kurkuminoidy, bez dodatku wzmacniaczy, takich jak piperyna) oraz ograniczenia w postaci zróżnicowanej badanej populacji dotkniętej różnymi chorobami, co może istotnie wpływać na wyniki.